# Hypogymnia enteromorpha
Hypogymnia enteromorpha är en lavart som först beskrevs av Erik Acharius och som fick sitt nu gällande namn av William Nylander. 
Hypogymnia enteromorpha ingår i släktet Hypogymnia och familjen Parmeliaceae. Inga underarter finns listade i Catalogue of Life.